# George Horton (baseballedző)
George Edward Horton (Downey, Kalifornia, 1953. október 5. –) amerikai baseballedző.

## Fiatalkora
1971-ben érettségizett a Downey-i Középiskolában. 1972–73-ban a Cerritos Főiskola, 1975–76-ban pedig a Cal State Fullerton Titans baseballjátékosa volt. 1975-ben a csapat részt vett a College World Seriesen.

## Pályafutása
A Cerritos Főiskolán eltöltött két szezon után a Los Angeles Valley College edzője lett, majd visszatért a Cerritosra először helyettesként, majd vezetőedzőként. Később a Cal State Fullerton Titansnál korábbi edzője, Augie Garrido helyettese, majd Garrido 1996-os távozásával vezetőedző lett.
2003-ban a Baseball America az év edzőjének választotta. 2004-ben a Cal State Fullerton Titans megnyerte a College World Seriest.
2007 szeptemberében felkérték az Oregon Ducks 2009-ben újraindult baseball-versenycsapata (1982 óta csak klubsportként létezett) edzőjének. 2010-ben megnyerték az NCAA bajnokságát. 2019. május 28-án közös megegyezéssel távozott.

## Eredményei vezetőedzőként
| Év | Eredmény                                         | Eredmény                                         | Helyezés                                         | Továbbjutás                                      |
| Év | Összesített                                      | Konferencia                                      | Helyezés                                         | Továbbjutás                                      |
| Cal State Fullerton Titans (Big West Conference)                                                      | Cal State Fullerton Titans (Big West Conference) | Cal State Fullerton Titans (Big West Conference) | Cal State Fullerton Titans (Big West Conference) | Cal State Fullerton Titans (Big West Conference) |
| --- | ------------------------------------------------ | ------------------------------------------------ | ------------------------------------------------ | ------------------------------------------------ |
| 1997                                                                                                  | 39–24–1                                          | 21–9                                             | 2.                                               | NCAA Regional                                    |
| 1998                                                                                                  | 47–17                                            | 25–5                                             | 1.                                               | NCAA Regional                                    |
| 1999                                                                                                  | 50–14                                            | 25–5                                             | 1.                                               | College World Series                             |
| 2000                                                                                                  | 38–21                                            | 21–9                                             | T–1.                                             | NCAA Regional                                    |
| 2001                                                                                                  | 48–18                                            | 14–4                                             | 1.                                               | College World Series                             |
| 2002                                                                                                  | 37–22                                            | 14–10                                            | T–4.                                             | NCAA Regional                                    |
| 2003                                                                                                  | 50–16                                            | 15–6                                             | 2.                                               | College World Series                             |
| 2004                                                                                                  | 47–22                                            | 19–2                                             | 1.                                               | College World Series bajnokság                   |
| 2005                                                                                                  | 46–18                                            | 16–5                                             | 1.                                               | NCAA Super Regional                              |
| 2006                                                                                                  | 50–15                                            | 18–3                                             | 1.                                               | College World Series                             |
| 2007                                                                                                  | 38–25                                            | 10–11                                            | 5.                                               | College World Series                             |
| Eredmény:                                                                                             | 490–212–1                                        | 198–69                                           | –                                                | –                                                |
| Oregon Ducks (Pac-12 Conference)                                                                      |                                                  |                                                  |                                                  |                                                  |
| 2009                                                                                                  | 14–42                                            | 4–23                                             | 10.                                              | –                                                |
| 2010                                                                                                  | 40–24                                            | 13–14                                            | T–5.                                             | NCAA Regional                                    |
| 2011                                                                                                  | 33–26–1                                          | 11–16                                            | 8.                                               | –                                                |
| 2012                                                                                                  | 46–19                                            | 19–11                                            | 3.                                               | NCAA Super Regional                              |
| 2013                                                                                                  | 48–16                                            | 22–8                                             | 2.                                               | NCAA Regional                                    |
| 2014                                                                                                  | 44–20                                            | 18–12                                            | 4.                                               | NCAA Regional                                    |
| 2015                                                                                                  | 38–25                                            | 16–14                                            | 6.                                               | NCAA Regional                                    |
| 2016                                                                                                  | 29–26                                            | 14–16                                            | T–8.                                             | –                                                |
| 2017                                                                                                  | 30–25                                            | 12–18                                            | 8.                                               | –                                                |
| 2018                                                                                                  | 26–29                                            | 12–18                                            | 9.                                               | –                                                |
| 2019                                                                                                  | 27–29                                            | 10–19                                            | 9.                                               | –                                                |
| Eredmény:                                                                                             | 375–281–1                                        | 151–169                                          | –                                                | –                                                |
| Összesen:                                                                                             | 865–493–2                                        | –                                                | –                                                | –                                                |
| Jelmagyarázat: Országos bajnok Konferenciaszezon- és konferenciatorna-bajnok Konferenciaszezon-bajnok |                                                  |                                                  |                                                  |                                                  |

## Fordítás
- Ez a szócikk részben vagy egészben  a   George Horton (baseball) című angol Wikipédia-szócikk ezen változatának fordításán alapul.  Az eredeti cikk szerkesztőit annak laptörténete sorolja fel. Ez a jelzés csupán a megfogalmazás eredetét és a szerzői jogokat jelzi, nem szolgál a cikkben szereplő információk forrásmegjelöléseként.